# ال پینیون
ال پینیون (انگلیسی: El Piñón) نام شهری در کشور کلمبیا است.